# Station Bank Hall
Bank Hall is een spoorwegstation van National Rail in Engeland. 